# ГЕС Тумут 2
ГЕС Тумут 2 — гідроелектростанція на південному сході Австралії. Знаходячись між ГЕС Тумут 1 (вище по течії) та ГЕС-ГАЕС Тумут 3, входить до складу гілки Сноуі-Тумут гідровузла Snowy Mountains Scheme, котра використовує ресурс зі сточищ Мюррею (басейн Великої Австралійської затоки Індійського океану) та Сноуі-Рівер (тече до Бассової протоки).
Відпрацьована на ГЕС Тумут 1 вода повертається до річки Тумут (ліва притока Маррамбіджі, яка в свою чергу є правою притокою Мюррею), на якій нижче за течією створили невелике водосховище Tumut Pondage 2 з об'ємом 1,5 млн м3. Для цього звели бетонну гравітаційну греблю висотою 46 метрів та довжиною 119 метрів, котра потребувала 48 тис. м3 матеріалу.
Від сховища під правобережним гірським масивом проклали підвідний тунель, котрий подає ресурс до розташованого на глибині 244 метри машинного залу. Останній обладнали чотирма турбінами типу Френсіс потужністю по 71,6 МВт, які працюють при напорі у 262 метри. Відпрацьована вода повертається в Тумут по відвідному тунелю. Загальна довжина зазначених тунелів становить 11,3 км при діаметрі 6,4 метра.